# Rsync
rsync je v informatice název nástroje, který v unixových systémech slouží k synchronizaci obsahu souborů a adresářů mezi dvěma různými umístěními. Nástroj se snaží minimalizovat přenosy dat tím, že přenáší pouze rozdílové informace (tzv. delta, tj. rozdíl množin) a zároveň pomocí kontrolního součtu porovnává skutečný obsah obou kopií. Data jsou proto na rozdíl od jiných nástrojů přenášena v každém směru pouze jednou.
Program rsync je kromě unixu dostupný i na dalších běžných operačních systémech.

## Příklad
Adresář archive lokálního disku /mnt/local zálohuje na serverový disk /mnt/server
Pokud se na lokálním disku smaže nějaký soubor, tentýž soubor se smaže na serverovém disku pomocí argumentu --delete
```
cd /mnt/local
rsync -av --delete archive /mnt/server
```